# Arturo Guerrero
Arturo Guerrero, né le 30 août 1948, à León, au Mexique, est un joueur puis entraîneur mexicain de basket-ball.

## Palmarès
Joueur
- Finaliste des Jeux panaméricains de 1967

Entraîneur
- Finaliste des Jeux panaméricains de 2011